# Skoge
Skoge är en by i Øygardens kommun i Vestland fylke i västra Norge. Byn ingår i den sammanväxta tätorten Skoge/Møvik och ligger vid sidan av fylkesväg 5242 på den västra sidan av ön Sotra.
Tidigare har byn tillhört dåvarande Fjells kommun i Hordaland fylke.